# Canton de Fontaine-Vercors
Le canton de Fontaine-Vercors est une circonscription électorale française du département de l'Isère.

## Histoire
Un nouveau découpage territorial de l'Isère entre en vigueur à l'occasion des élections départementales de 2015. Il est défini par le décret du 18 février 2014, en application des lois du 17 mai 2013 (loi organique 2013-402 et loi 2013-403). Les conseillers départementaux sont, à compter de ces élections, élus au scrutin majoritaire binominal mixte. Les électeurs de chaque canton élisent au Conseil départemental, nouvelle appellation du Conseil général, deux membres de sexe différent, qui se présentent en binôme de candidats. Les conseillers départementaux sont élus pour 6 ans au scrutin binominal majoritaire à deux tours, l'accès au second tour nécessitant 12,5 % des inscrits au 1er tour. En outre la totalité des conseillers départementaux est renouvelée. Ce nouveau mode de scrutin nécessite un redécoupage des cantons dont le nombre est divisé par deux avec arrondi à l'unité impaire supérieure si ce nombre n'est pas entier impair, assorti de conditions de seuils minimaux. Dans l'Isère, le nombre de cantons passe ainsi de 58 à 29.
Le canton de Fontaine-Vercors est formé de communes des anciens cantons de Villard-de-Lans (7 communes) et de Fontaine-Sassenage (3 communes + 1 fraction). Il est entièrement inclus dans l'arrondissement de Grenoble. Le bureau centralisateur est situé à Fontaine.

## Représentation
| Période élective | Période élective | Mandat | Mandat   | Identité         | Nuance | Nuance | Qualité |
| ---------------- | ---------------- | ------ | -------- | ---------------- | ------ | ------ | --- |
| 2015             | 2021             | 2015   | 2021     | Chantal Carlioz  |        | LR     | Maire de Villard-de-Lans (2008-2020), ancienne conseillère générale du canton de Villard-de-Lans                                                                         |
| 2015             | 2021             | 2015   | 2021     | Christian Coigné |        | UDI    | Maire de Sassenage (2001-2023), Vice-Président du Conseil départemental chargé de l'ingénierie urbaine, du foncier et du logement Président du groupe "UDI et apparentés |
| 2021             | 2028             | 2021   | en cours | Nathalie Faure   |        | DVD    | Journaliste spécialisée montagne Vice-Présidente déléguée à la montagne                                                                                                  |
| 2021             | 2028             | 2021   | en cours | Franck Longo     |        | MoDem  | Cadre A de la fonction publique territoriale Maire de Fontaine |

### Résultats détaillés

#### Élections de mars 2015
À l'issue du 1er tour des élections départementales de 2015, deux binômes sont en ballottage : Chantal Carlioz et Christian Coigné (Union de la Droite, 37,41 %) et Yannick Belle et Jackie Bonnieu-Devaluez (Union de la Gauche, 24,45 %). Le taux de participation est de 50,89 % (14 058 votants sur 27 624 inscrits) contre 49,24 % au niveau départemental et 50,17 % au niveau national.
Au second tour, Chantal Carlioz et Christian Coigné (Union de la Droite) sont élus avec 56,04 % des suffrages exprimés et un taux de participation de 50,31 % (7 329 voix pour 13 897 votants et 27 625 inscrits).

#### Élections de juin 2021
Le premier tour des élections départementales de 2021 est marqué par un très faible taux de participation (33,26 % au niveau national). Dans le canton de Fontaine-Vercors, ce taux de participation est de 34,88 % (9 686 votants sur 27 766 inscrits) contre 31,88 % au niveau départemental. À l'issue de ce premier tour, deux binômes sont en ballottage : Nathalie Faure et Franck Longo (Union au centre et à droite, 47,66 %) et Camille Montmasson et Olivier Saint Aman (Union à gauche avec des écologistes, 37,53 %).
Le second tour des élections est marqué une nouvelle fois par une abstention massive équivalente au premier tour. Les taux de participation sont de 34,36 % au niveau national, 32,23 % dans le département et 35,81 % dans le canton de Fontaine-Vercors. Nathalie Faure et Franck Longo (Union au centre et à droite) sont élus avec 58,76 % des suffrages exprimés (5 562 voix pour 9 945 votants et 27 774 inscrits),,.

## Composition
| Nom                              | Code Insee | Intercommunalité         | Superficie (km2) | Population (dernière pop. légale)                | Densité (hab./km2) | Modifier                                    |
| -------------------------------- | ---------- | ------------------------ | ---------------- | ------------------------------------------------ | ------------------ | ------------------------------------------- |
| Fontaine (bureau centralisateur) | 38169      | Grenoble-Alpes Métropole | 6,74             | Fraction : 11 382 (2022) Commune : 22 471 (2022) | 3 334              | modifier les données · modifier les données |
| Autrans-Méaudre en Vercors       | 38225      | CC du Massif du Vercors  | 77,89            | 3 005 (2022)                                     | 39                 | modifier les données · modifier les données |
| Corrençon-en-Vercors             | 38129      | CC du Massif du Vercors  | 39,34            | 368 (2022)                                       | 9,4                | modifier les données · modifier les données |
| Engins                           | 38153      | CC du Massif du Vercors  | 20,64            | 429 (2022)                                       | 21                 | modifier les données · modifier les données |
| Lans-en-Vercors                  | 38205      | CC du Massif du Vercors  | 38,67            | 2 698 (2022)                                     | 70                 | modifier les données · modifier les données |
| Noyarey                          | 38281      | Grenoble-Alpes Métropole | 16,86            | 2 321 (2022)                                     | 138                | modifier les données · modifier les données |
| Saint-Nizier-du-Moucherotte      | 38433      | CC du Massif du Vercors  | 11,26            | 1 132 (2022)                                     | 101                | modifier les données · modifier les données |
| Sassenage                        | 38474      | Grenoble-Alpes Métropole | 13,31            | 11 579 (2022)                                    | 870                | modifier les données · modifier les données |
| Veurey-Voroize                   | 38540      | Grenoble-Alpes Métropole | 12,21            | 1 392 (2022)                                     | 114                | modifier les données · modifier les données |
| Villard-de-Lans                  | 38548      | CC du Massif du Vercors  | 67,20            | 4 365 (2022)                                     | 65                 | modifier les données · modifier les données |
| Canton de Fontaine-Vercors       | 3807       |                          |                  | 38 671 (2022)                                    |                    | modifier les données                        |

Lors de sa création, le canton était composé de 10 communes entières et d'une fraction de la commune de Fontaine.
À la suite de la fusion d'Autrans et de Méaudre pour former la commune nouvelle d'Autrans-Méaudre en Vercors au 1er janvier 2016, le canton de Fontaine-Vercors comprend désormais :
1. neuf communes entières,
2. la partie de la commune de Fontaine située au nord d'une ligne définie par l'axe des voies et limites suivantes : depuis la limite territoriale de la commune de Seyssinet-Pariset, rue du Commandant-Lenoir, rue de l'Abbé-Vincent, place Henri-Chapays, boulevard Paul-Langevin, rue Jean-Prévost, rue Garibaldi, rue Henri-Roudet, rue des Alpes, rue Charles-Michels, rue du Docteur-Valois, avenue du Vercors, boulevard Joliot-Curie, rue Henri-Wallon, rue Paul-Vaillant-Couturier, piste cyclable, cours du Drac, jusqu'à limite territoriale de la commune de Grenoble.

## Démographie
En 2022, le canton comptait 38 671 habitants, en évolution de +0,38 % par rapport à 2016 (Isère : +3,07 %, France hors Mayotte : +2,11 %).
| 2013   | 2018   | 2022   |
| ------ | ------ | ------ |
| 38 651 | 38 332 | 38 671 |